# Липкая бомба

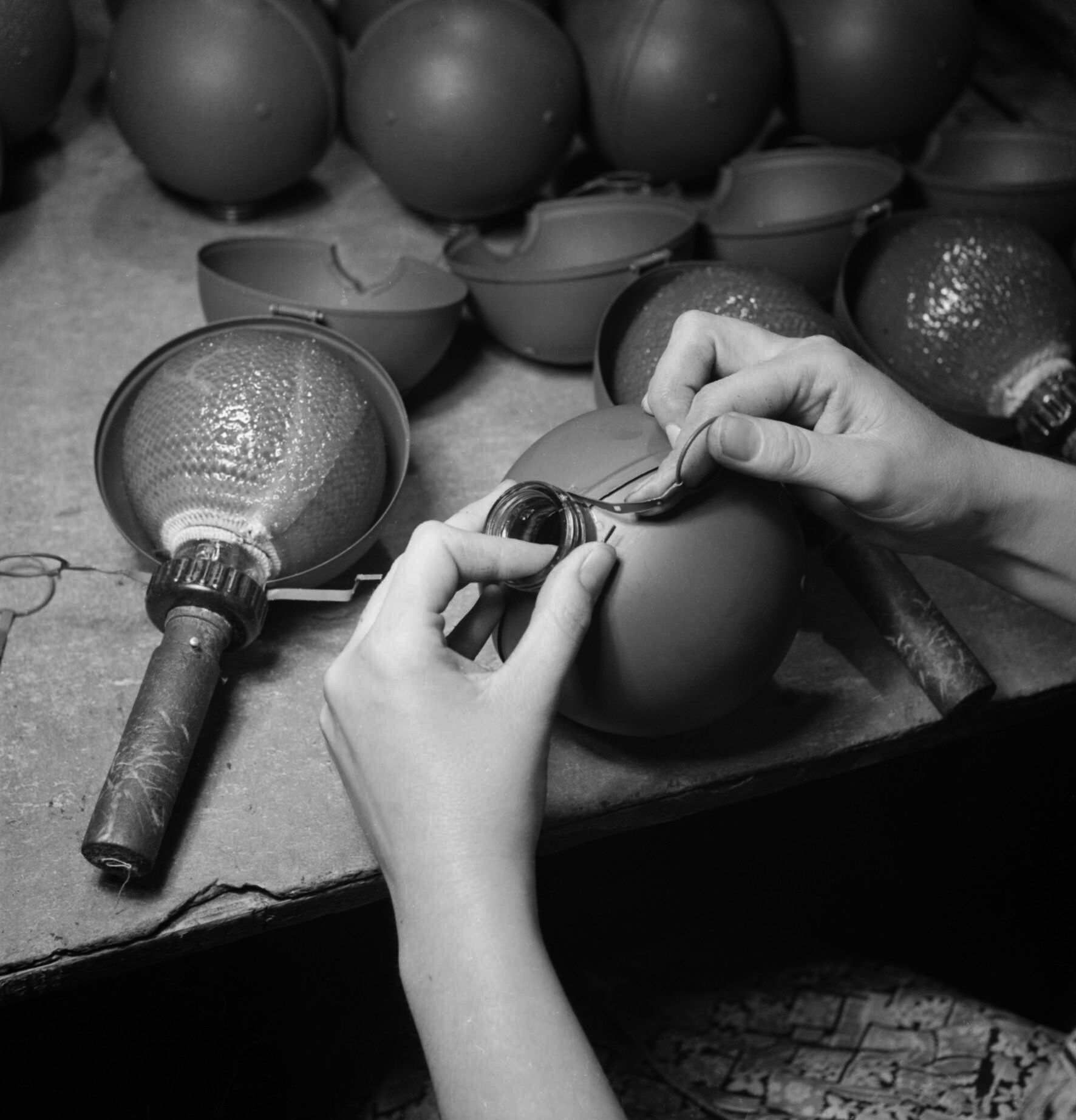

Липкая бомба (англ. Sticky Bomb, известна как граната ST, Anti-Tank № 74) — британская ручная граната, разрабатывавшаяся и производимая во время Второй мировой войны. Эти гранаты были одним из видов противотанкового оружия, разработанного для использования в британской армии и ополчении в качестве специального решения проблемы отсутствия достаточного количества противотанковых орудий в период после эвакуации Дюнкерка. Разработанная группой военного ведомства MD1, включающей майора Миллиса Джефферса и Стюарта Макрэ, граната состояла из стеклянной сферы, содержащей нитроглицерин, покрытой мощным клеем, в окружении листового металлического корпуса. Когда солдат вытаскивал чеку на ручке гранаты, корпус раскрывался и открывал сферу; другая чека активировала спусковой механизм, и солдат должен был затем попытаться приложить гранату к одному из вражеских танков или другому транспортному средству с достаточной силой для разлома стеклянной сферы. После того как она была прикреплена к борту, отпускание рычага на ручке активировало пятисекундный предохранитель, который затем взрывал нитроглицерин.
У гранат были недостатки, связанные с конструкцией. В ходе испытаний они не могли прикрепляться к пыльным или грязным танкам, а если солдат не был осторожен после освобождения гранаты от её корпуса, то она могла легко прилипнуть к его форме. Артиллерийский совет Военного министерства не одобрил гранаты для использования в британской армии, но личное вмешательство премьер-министра Уинстона Черчилля позволило начать массовое производство гранат. В период между 1940 и 1943 годами было произведено около 2,5 млн гранат. Они в первую очередь выдавались ополченцам, но также использовались силами британского Содружества и силами в Северной Африке, где с их помощью было уничтожено шесть немецких танков, а также солдатами австралийской армии в Новогвинейской кампании. Бойцы Французского Сопротивления также применяли некоторое количество подобных гранат.